# Martín Fierro

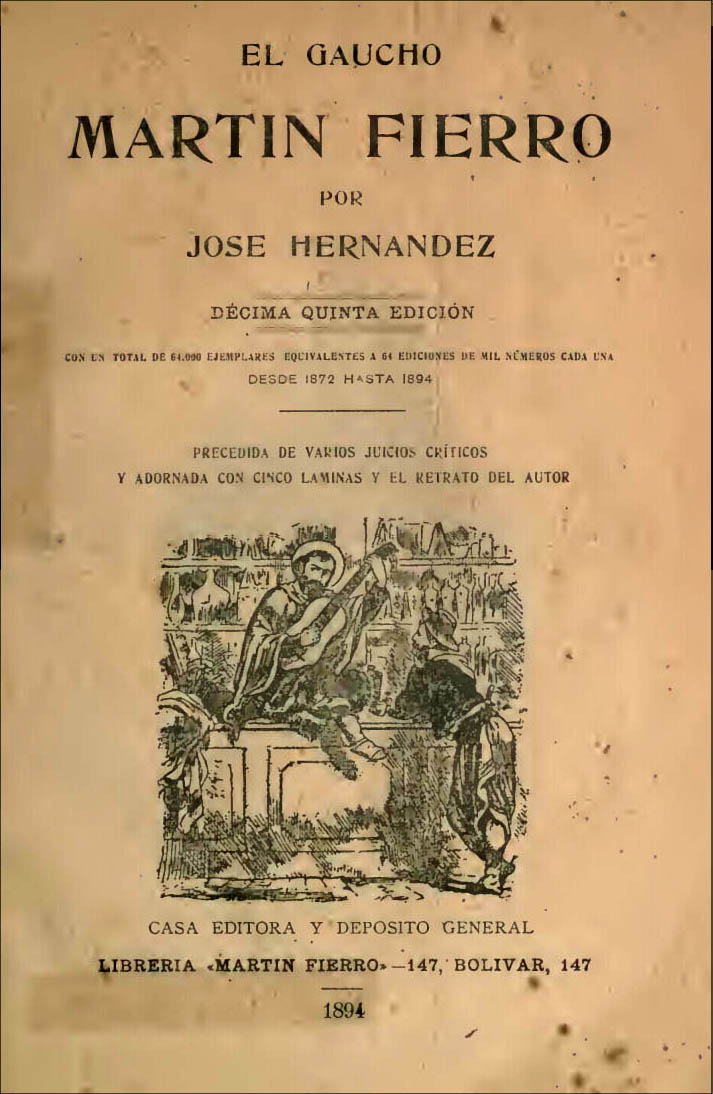
Martín Fierro, edição 1894.

O Gaúcho Martín Fierro (ou, simplesmente, Martín Fierro) é um poema de José Hernández, obra literária de grande popularidade e considerada um recurso de domínio público na Argentina. Foi publicada pela primeira vez em 1872 com o título El gaucho Martín Fierro, e sua continuação, La vuelta de Martín Fierro, surgiu em 1879.
As análises dos crítcos colocam o livro El gaucho Martín Fierro (O gaúcho Martín Fierro) como “o livro nacional dos argentinos”, patrimônio cultural da Argentina, "texto fundacional da cultura local" e que a obra expressa o mito dos argentinos.
Através deste livro, o autor conseguiu fazer-se escutar e ter eco para suas propostas a favor da causa do gaúcho, contando sua contribuição para o desenvolvimento nacional da Argentina, pois o gaúcho havia desempenhado um papel importante na independência da Argentina da Espanha. Sua obra narra o caráter independente, heróico e sacrificado dos habitantes dos pampas, e os situam como os verdadeiros representantes do caráter argentino, algo que contrariou os interesses políticos vigentes na época de Hernández. O Martín Fierro tem a peculiaridade de não estar escrito na forma culta do espanhol, mas sim, copiando foneticamente a forma de falar dos gaúchos.
O prestigioso escritor Leopoldo Lugones, em sua obra El payador qualificou este poema como "o livro nacional dos argentinos" e reconheceu no gaúcho sua qualidade de legítimo representante do país, símbolo da argentinidade. Para Ricardo Rojas, representava o clássico argentino por excelência. O gaúcho deixava de ser um homem "fora-da-lei" para converter-se em herói nacional. Leopoldo Marechal, num ensaio intitulado Simbolismos del "Martín Fierro", buscou-lhe uma interpretação alegórica. José María Rosa viu no "Martín Fierro" uma interpretação da história argentina.

## Análise
O livro é composto por 395 estrofes-sextilhas que narram a vida de um gaúcho da região dos pampas por um vocabulário popular, que expressa seus sofrimentos, indignações, contestações e esperanças. As estrofes-sextilhas estão divididas em 13 capítulos, a maioria deles escrito sob uma métrica octassilábica. 
Hernandéz conta a história de um gaúcho que colaborou nas lutas pela independência e mais tarde foi convocado para participar da chamada conquista ou campanha do deserto, uma investida militar expansionista em direção ao Pampa e Patagônia oriental, que causou a morte de milhares de indígenas. A conquista do deserto foi considerada um genocídio. No livro, os indígenas são chamados salvajes (selvagens), habitantes do lado oposto da fronteira. Hernández constroe uma narrativa onde o indígena é apresentado como o "outro", um "selvagem" e um "infiel" a ser combatido por cristãos como Martím Fierro e o sargento Cruz.
Em resumo, no livro, o gaúcho Martím Fierro é vítima de inúmeras arbitrariedades de seus superiores, em pouco tempo se transforma em um desertor e, depois, ao regressar para casa, descobre que esta havia sido destruída e sua família tinha desaparecido. Tomado pelo desespero, o desertor, e também payador ("trovador"), se une aos índios e se torna um fora-da-lei. O sargento Cruz, que o persegue, acaba por se tornar seu grande amigo e, ambos partem em busca de um lugar para viver em paz, na esperança de um dia poderem rever seus entes queridos. Porém, a sorte não os ajuda e vêem-se capturados por índios ditos salvajes (selvagens).
O ponto-chave da obra está intimamente ligado à exaltação da figura do gaúcho rebelde, e sumariamente, às questões universais que o circundam, como a vida, a morte, a injustiça, o sofrimento, a crueldade, a violência, a liberdade e o destino de um homem. Proclamando, com isso, uma espécie de literatura popular independente dos modelos empregados na literatura daquele momento.

## Contexto de composição
No século XIX, na Argentina, uma ruptura definitiva com a Espanha veio com a revolução de 25 de maio de 1810, e a independência formal em 9 de julho de 1816, fazendo brotar uma guerra civil que perdurou por anos. Os federalistas, do interior, exigiam autonomia provincial, enquanto que os unitaristas, de Buenos Aires, defendiam um governo forte e centralizado na capital. É nessa dialética angustiantemente tensa entre capital e interior que se criam certas "diretrizes na literatura da Argentina". 
Em 1852, o unitarista Domingo Faustino Sarmiento integrou o chamado Ejército Grande - sob a liderança de Justo José de Urquiza - que derrubou a ditadura do caudilho federalista Juan Manuel de Rosas.
Após a queda de Rosas, o unitarismo portenho veio a prevalecer, impulsionando uma era de crescimento econômico com a adoção de um modelo primário-exportador, no qual o cultivo de cereais e a criação de ovelhas tiveram um papel preponderante. Deve-se também ressaltar que a imigração européia em massa, os volumosos investimentos estrangeiros e o superávit da balança comercial foram os pilares do novo liberalismo impulsionados pelo governo unitarista.
Na década de 1860, Sarmiento, que compartilhava do ideário "civilizatório" que buscava europeizar os países latino-americanos além de imprimir uma aversão ao gaúcho nativo e selvagem, tornou-se governador de sua província natal, San Juan e depois, embaixador da Argentina junto aos Estados Unidos da América. Enquanto exercia tal função, foi eleito presidente da Argentina para o período 1868-1874, e deu continuidade a política unitarista de imigração européia e negação à cultura do interior do país.

## Traduções
O livro foi traduzido para diversas línguas, variando conforme a fonte entre 30, 50 a 70 idiomas. 
Para o língua portuguesa, Martín Fierro foi traduzido por 7 tradutores para diferentes edições, sendo 6 edições brasileiras e 1 portuguesa. Há uma quantidade desconhecida de edições em português e pelo menos duas adaptações em prosa ao português: uma infanto-juvenil e uma infantil.

## Outras mídias

### Filmes
- Em 1923, foi filmado um filme sem mudo, intitulado Martín Fierro, dirigido por Rafael de los Llanos.

- Em 1968, foi lançada uma versão cinematográfica do poema dirigido por Leopoldo Torre Nilsson[19], com Alfredo Alcón no papel principal.
- Em 1974, foi lançado o retorno de Martín Fierro, dirigido por Enrique Dawi.
- Em 1989, houve o filme de animação de coprodução da Argentina, Colômbia e Cuba Martín Fierro, dirigido por Fernando Láverde.
- Em 8 de novembro de 2007, foi lançada uma adaptação animada do poema intitulada Martín Fierro: la película dirigido por Norman Ruiz e Liliana Romero, com roteiro de Horacio Grinberg e Roberto Fontanarrosa, que também contribuiu com seus desenhos. Com Daniel Fanego na voz de Martín Fierro, Juan Carlos Gené como Justiça da Paz, Damián Contreras e Roly Serrano como Gaúcho Mate.

### Televisão
Em 1967, o Canal 7 de Buenos Aires transmitiu uma novela baseada no poema dirigido por David Stivel, com Federico Luppi como o gaúcho Martín Fierro.

### Teatro
Em 2003, Graciela Bilbao (segundo Prêmio Nacional de Dramaturgia Infantil de 2001 por El árbol, la luna y el niño con sombrero) escreve Martín le yerró fier, lançado naquele mesmo ano no  Centro Cultural de la Cooperación com direção de Carlos Groba.
Em 2010, Juan Carlos Stragouff produziu "Adventures of Martucho", uma adaptação infantil das desventuras do gaúcho Martín Fierro, lançado nas férias de inverno com alto impacto de críticas teatrais.

### Literatura
Na literatura, Jorge Luis Borges conta a morte de Martín Fierro em sua história El fin, nas mãos do irmão do gaúcho negro que Martín assassina.

### Histórias em quadrinhos
Em 1972, a revista Billiken publicou histórias em quadrinhos com roteiros de Héctor Germán Oesterheld e desenhados por Carlos Roume.